# (646188) 2008 AQ118
2008 AQ118, também escrito como 2008 AQ118, é um objeto transnetuniano que está localizado no Cinturão de Kuiper, uma região do Sistema Solar. Este corpo celeste é classificado como um provável cubewano. Ele possui uma magnitude absoluta de 6,2 e tem um diâmetro estimado com 253 km. O astrônomo Mike Brown lista este corpo celeste em sua página na internet como um candidato a possível planeta anão.

## Descoberta
2008 AQ118 foi descoberto no dia 6 de janeiro de 2008 pelo astrônomo P. A. Wiegert.

## Órbita
A órbita de 2008 AQ118 tem uma excentricidade de 0,149 e possui um semieixo maior de 45,428 UA. O seu periélio leva o mesmo a uma distância de 38,664 UA em relação ao Sol e seu afélio a 52,193 UA.